# John Lesinski junior

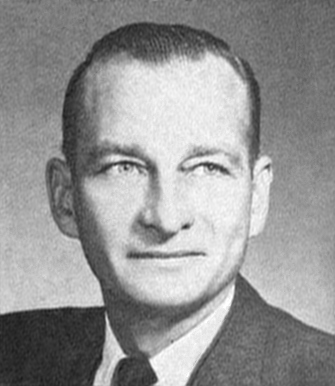
John Lesinski junior(1963)

John Lesinski Jr. (* 28. Dezember 1914 in Detroit, Michigan; † 21. Oktober 2005 in Dearborn, Michigan) war ein US-amerikanischer Politiker. Zwischen 1951 und 1965 vertrat er den Bundesstaat Michigan im US-Repräsentantenhaus.

## Werdegang
John Lesinski war der Sohn des gleichnamigen Kongressabgeordneten John Lesinski Sr. Als der jüngere Lesinski elf Jahre alt war, zog die Familie nach Dearborn, wo er die öffentlichen Schulen einschließlich der Fordson High School besuchte. Zwischen 1933 und 1937 diente er in der US Navy. Während des Zweiten Weltkrieges wurde er für den Militärdienst in der Marine reaktiviert, in der er zwischen 1941 und 1945 eingesetzt war. Für seine militärischen Leistungen wurde er mit dem Purple Heart ausgezeichnet.
Von 1939 bis 1943 (also auch während seiner Militärzeit) sowie nochmals von 1951 bis 1954 war er Vizepräsident der Firma Hamtramck Lumber Co. Außerdem leitete er die Firma Dearborn Properties. Politisch war Lesinski Mitglied der Demokratischen Partei. Bei den Kongresswahlen des Jahres 1950 wurde er im 16. Wahlbezirk von Michigan in das US-Repräsentantenhaus in Washington, D.C. gewählt, wo er am 3. Januar 1951 die Nachfolge seines im Mai 1950 verstorbenen Vaters antrat. Nach sechs Wiederwahlen konnte er bis zum 3. Januar 1965 sieben Legislaturperioden im Kongress absolvieren. In diese Zeit fielen unter anderem der Koreakrieg und der Beginn des Vietnamkrieges. Außerdem wurden damals der 22., der 23. und der 24. Verfassungszusatz verabschiedet.
Im Jahr 1964 wurde John Lesinski von seiner Partei nicht mehr zur Wiederwahl nominiert. Zwischen 1968 und 1973 war er Mitglied im Kreisrat des Wayne County. Danach zog sich Lesinski aus der Politik zurück; er starb am 21. Oktober 2005 in Dearborn.